# Президентські бібліотеки США
Президентські бібліотеки США — сховища документів, записів, колекцій та інших історичних матеріалів, які належать президентам США. В них зберігаються, впорядковуються, описуються та використовуються всі документи, що надходять з Білого дому й пов'язані з політичною діяльністю президентів і виконанням ними конституційних обов'язків.

## Історія створення
Вперше вся документальна спадщина американського президента була зібрана в Центрі президента Резерфорда Хейза (1877—1881) (м. Фремонт, штат Огайо). Надалі документи президентської діяльності залишалися або в їх приватних архівах, або в рукописному відділі Бібліотеки Конгресу США.
У грудні 1938 року президент США Ф. Рузвельт офіційно повідомив про плани побудови президентської бібліотеки-архіву з метою збереження документів своєї президентської діяльності та передачі її в дар американському народові. Ці документи повинні бути надані для ознайомлення дослідникам, науковцям, усім, кого цікавить історія Америки та політика «нового курсу». У 1939 році Рузвельт подарував уряду США свої особисті папери, а також ті, що з'явилися під час його перебування на посаді президента країни. Приміщення з президентськими документами було передане під управління Національному архіву США, створеного у 1934 році.
У 1949 році був прийнятий закон, за яким Національний архів США було підпорядковано Адміністрації служб загального призначення. У документі було положення, що Національний архів мав право приймати на зберігання президентські документи, а також «землі, будівлі та обладнання, запропоновані Президентом Сполучених Штатів Америки з метою
створення документосховищ для президентських матеріалів у формі президентської бібліотеки». Закон «Про президентські бібліотеки» від 12 серпня 1955 р. (Акт про президентські бібліотеки) регулював узагальнену практику створення і функціонування президентської бібліотеки. Він зобов'язав президентів передавати історичні матеріали державі, що гарантує їх збереження і забезпечить доступ до них американських громадян.

## Сучасний стан
Президентські бібліотеки не вважаються персональними пам'ятниками президентам, а є науково-дослідними й культурно-освітніми державними установами. За словами американських істориків вони є одним з унікальних величних капіталів Америки.
Станом на 2016 рік у США діє 13 президентських бібліотек. Вони як правило знаходиться у штатах, де народилися президенти. Бібліотеки Герберта Гувера, Франкліна Рузвельта, Гаррі Трумена, Дуайта Ейзенхауера, Джона Кеннеді, Ліндона Джонсона, Річарда Ніксона, Джиммі Картера, Джорджа Герберта Вокера Буша, Білла Клінтона, Джорджа Вокера Буша називаються Президентськими бібліотеками-музеями, Рональда Рейгана — просто Президентська бібліотека. Джеральд Форд особисті документи поділив між містом Анн-Арбором (президентська бібліотека) та Гранд-Рапідсом (музей), які в штаті Мічиган.